# Toyota Classic 1975
Il Toyota Classic 1975 è stato un torneo di tennis giocato sul sintetico indoor. È stata la 1ª edizione del torneo, che fa parte del Women's International Grand Prix 1975. Si è giocato ad Atlanta negli USA dal 15 al 21 settembre 1975.

## Campionesse

### Singolare
Chris Evert ha battuto in finale  Martina Navrátilová con il punteggio di 2–6, 6–2, 6–0

### Doppio
Chris Evert /  Martina Navrátilová hanno battuto in finale  Françoise Dürr /  Betty Stöve con il punteggio di 6–4, 5–7, 6–2